# Hindasgeri, Kalghatgi
Hindasgeri là một làng thuộc tehsil Kalghatgi, huyện Dharwad, bang Karnataka, Ấn Độ.